# Acronicta pyhaevaarae
Acronicta pyhaevaarae là một loài bướm đêm trong họ Noctuidae.